# Emeraude Toubia

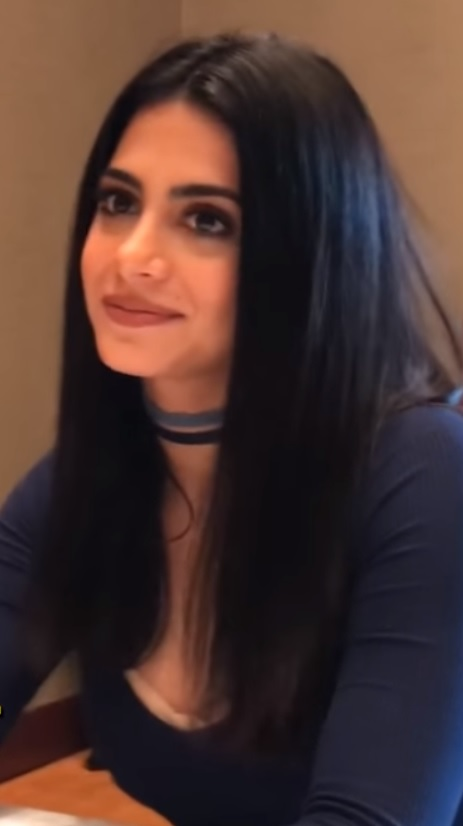
Emeraude Toubia (2016)

Emeraude Toubia (ur. 1 marca 1989 w Montrealu) – amerykańska aktorka meksykańsko-libańskiego pochodzenia, która wystąpiła m.in. w serialu Shadowhunters.

## Filmografia

### Filmy
| Rok  | Tytuł               | Rola            | Uwagi       |
| ---- | ------------------- | --------------- | ----------- |
| 2015 | Tattooed Love       | Esmeralda       |             |
| 2019 | Love in the Sun     | Alana           | film TV     |
| 2020 | Rosalinda           | Rosalinda       | krótkometr. |
| 2021 | Holiday in Santa Fe | Belinda Sawyer  | film TV     |
| 2023 | Ballad of a Hustler | Karen           |             |
| 2025 | Rosario             | Rosario Fuentes |             |

### Seriale
| Rok       | Tytuł                           | Rola               | Uwagi          |
| --------- | ------------------------------- | ------------------ | -------------- |
| 2010      | Aurora                          | Recepcjonistka     | 1 odc.         |
| 2013      | 11-11: En mi cuadra nada cuadra | Elizabeth          | 75 odc.        |
| 2014      | Cosita linda                    | Dulce Rincón       | 96 odc.        |
| 2015      | Voltea pa' que te enamores      | Stephanie Karam    | 29 odc.        |
| 2016–2019 | Shadowhunters                   | Isabelle Lightwood | w gł. obsadzie |
| 2020      | Acting for a Cause              | Sloane Peterson    | 1 odc.         |
| 2021–2023 | With Love                       | Lily Diaz          | gł. rola       |